# رباطية شرقية
الرباطية الشرقية نوع نباتي يتبع جنس الرباطية من الفصيلة المسكية.

## البيئة والانتشار
يتواجد هذا النبات في القوقاز.

## الوصف النباتي
الأوراق بسيطة متقابلة.